# Gremory

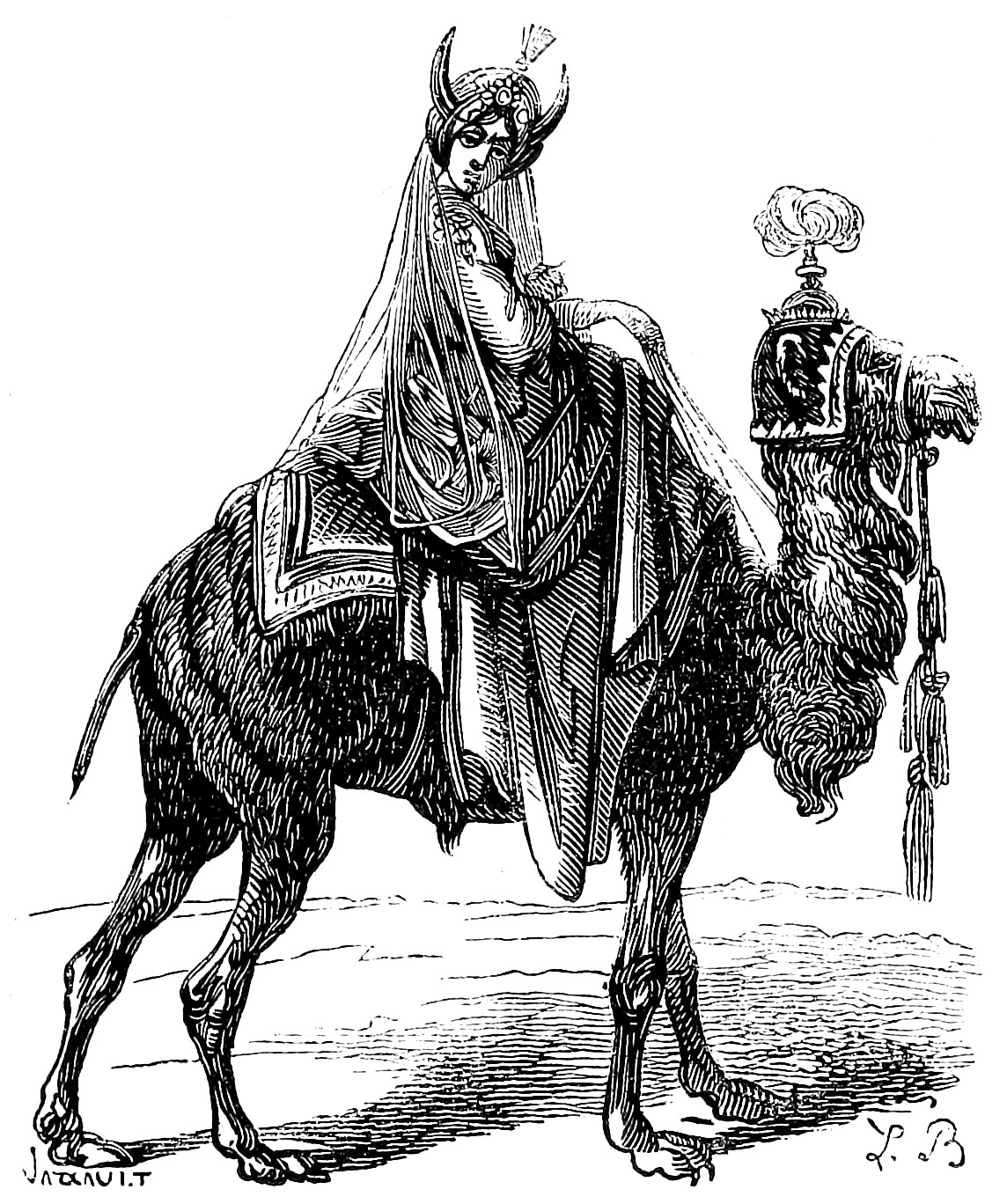
Gremory por Louis Le Breton, 1863

En demonología, Gremory también conocida como Gamory, Gemory y Gomory es una duquesa del infierno que tiene a su servicio veintiséis legiones de demonios. Conoce todo acerca del pasado, el presente y el futuro, se dice que ayuda a encontrar tesoros y obtiene el amor de mujeres tanto jóvenes como viejas pero principalmente solteras.
A esta demonio se le describe como una bella mujer que cabalga sobre un camello.